# آسمان لنکستر
آسمان لنکستر (انگلیسی: Lancaster Skies) یک فیلم در ژانر حماسی و جنگی است که در سال ۲۰۱۹ منتشر شد. داستان این فیلم با تمرکز بر کارزار بمب افکن‌های انگلیس در جنگ جهانی دوم شکل گرفته است.